# Torres-Inseln (Vanuatu)
Die Torres-Inseln sind die nördlichste Inselgruppe des südpazifischen Inselstaats Vanuatu. Zusammen mit den Banks-Inseln bilden sie die vanuatuische Provinz Torba.

## Geographie
Die kleine Gruppe grenzt im Norden an die Salomon-Inseln und im Südosten an die Banks-Inseln. Westlich der Torres-Inseln befindet sich, an der tektonischen Schnittstelle von australischer und pazifischer Platte, ein tiefer Meeresgraben (Torres-Graben).
Die Inseln erstrecken sich über etwa 44 km Luftlinie und sind, im Gegensatz zu nahezu allen anderen Inseln von Vanuatu, keine Vulkan-, sondern Koralleninseln. Die höchsten geographischen Punkte liegen maximal 200 m über Meereshöhe. Zur Gruppe zählen folgende Inseln:
| Inselname     | Fläche (km²) | Bevölkerung 2009 | Hauptort   | Gipfel        | Höhe (Meter) | Geokoordinate         |
| ------------- | ------------ | ---------------- | ---------- | ------------- | ------------ | --------------------- |
| Hiw           | 50,6         | 269              | Gavigamana | Mount Wonvara | 366          | 13° 8′ S, 166° 34′ O  |
| Metoma        | 3,0          | 13               | Rival      | ...           | 115          | 13° 12′ S, 166° 36′ O |
| Tegua         | 30,7         | 58               | Lateu      | Tawaten       | 300          | 13° 15′ S, 166° 37′ O |
| Ngwel         | 0,07         | -                | -          | ...           | 4            | 13° 16′ S, 166° 35′ O |
| Linua         | 2,2          | -                | -          | ...           | 26           | 13° 20′ S, 166° 38′ O |
| Loh           | 11,9         | 210              | Lungharegi | ...           | 115          | 13° 21′ S, 166° 39′ O |
| Toga          | 18,8         | 276              | Litew      | Mount Lemeura | 240          | 13° 25′ S, 166° 42′ O |
| Torres-Inseln | 117,2        | 826              | Lungharegi | Mount Wonvara | 366          | 13° 15′ S, 166° 37′ O |

## Name der Inselgruppe
Die Bezeichnung Torres-Inseln leitet sich vermutlich vom Namen des portugiesischen Nautikers Luiz Vaéz de Torres ab, der im 16. Jahrhundert gemeinsam mit dem Seefahrer Pedro Fernández de Quirós auch einige Inseln des heutigen Vanuatu aufsuchte. Nach Luiz Vaéz de Torres sind aber insbesondere die "Torres-Straße", eine Meerenge zwischen Australien und Neuguinea, sowie die dort gelegenen Torres Strait Inseln benannt. Die Inseln vor der australischen Nordküste haben allerdings mit den hier beschriebenen vanuatuischen, und über 1700 km östlicher gelegenen, Torres-Inseln nichts zu tun.

## Bevölkerung

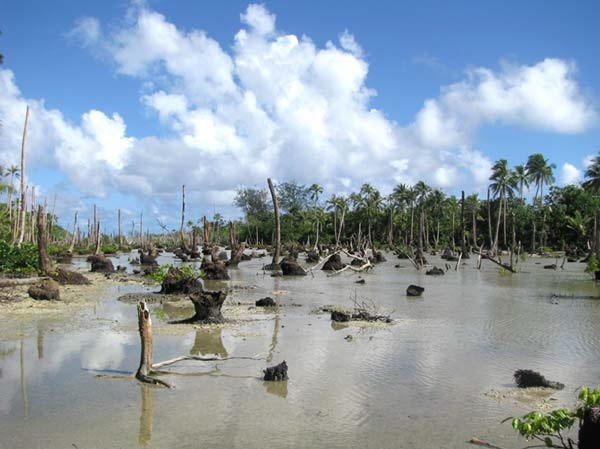
Überschwemmte Kokosplantage auf Loh (2009)

Auf den Torres-Inseln leben heute 826 Menschen, die zwei Sprachen sprechen: Hiw und Lo-Toga.
Die Siedlung Lungharegi an der Nordküste der Insel Loh gilt als offizielle Verwaltungsstelle der Inselgruppe, die eine der sieben Gemeinden der Provinz Torba bildet.